# Ster van Bessèges
De Ster van Bessèges (Étoile de Bessèges) is een meerdaagse wielerwedstrijd in Frankrijk. Deze wedstrijd wordt sinds 1971 georganiseerd en wordt doorgaans begin februari in de buurt van het dorp Bessèges in het departement Gard verreden.
De eerste drie edities waren eendaagse wedstrijden, in 1974 werd het een meerdaagse wedstrijd. Sinds 1990 bestaat de Ster van Bessèges uit vijf etappes. Vanaf 2005 maakt de koers deel uit van de UCI Europe Tour.
In 2025 stapten acht ploegen af in de derde etappe. Ze protesteerden daarmee tegen het onveilige parkoers, vanwege de auto's die op het parcours reden. Een dag eerder kwam een auto in een afdaling het peloton tegemoet. Dat leidde tot een valpartij. Geluk bij ongeluk was dat het op een recht stuk gebeurde, en niet in een bocht. De organisatie beloofde beterschap, maar had ook een dag later niet genoeg mensen om alle straten af te zetten.

## Lijst van winnaars

### Meervoudige winnaars
| Zeges | Renner             | Land      | Jaren      |
| ----- | ------------------ | --------- | ---------- |
| 2     | Jean-Luc Molineris | Frankrijk | 1971, 1972 |
| 2     | Jo Planckaert      | België    | 1998, 2000 |
| 2     | Jérôme Coppel      | Frankrijk | 2012, 2016 |

### Overwinningen per land
| Zeges | Landen |
| ----- | --- |
| 25    | Frankrijk                                                                                                  |
| 11    | België |
| 7     | Nederland                                                                                                  |
| 2     | Zwitserland                                                                                                |
| 1     | Australië, Denemarken, Duitsland, Italië, Luxemburg, Oekraïne, Rusland, Tsjechië, Verenigde Staten, Zweden |

1971 · 1972 · 1973 · 1974 · 1975 · 1976 · 1977 · 1978 · 1979 · 1980 · 1981 · 1982 · 1983 · 1984 · 1985 · 1986 · 1987 · 1988 · 1989 · 1990 · 1991 · 1992 · 1993 · 1994 · 1995 · 1996 · 1997 · 1998 · 1999 · 2000 · 2001 · 2002 · 2003 · 2004 · 2005 · 2006 · 2007 · 2008 · 2009 · 2010 · 2011 · 2012 · 2013 · 2014 · 2015 · 2016 · 2017 · 2018 · 2019 · 2020 · 2021 · 2022 · 2023 · 2024 · 2025
2005 · 
2006 · 
2007 · 
2008 · 
2009 · 
2010 · 
2011 · 
2012 · 
2013 · 
2014 · 
2015 · 
2016 · 
2017 ·
2018 ·
2019 ·
2020 ·
2021 ·
2022 ·
2023 ·
2024 ·
2025
Belangrijkste etappewedstrijden

Internationaal Wegcriterium · Driedaagse Brugge-De Panne · Ronde van de Alpen · Vierdaagse van Duinkerke · Ronde van Beieren · Ronde van Noorwegen · Ronde van België · Ronde van Luxemburg · Ronde van Oostenrijk · Ronde van Wallonië · Ronde van Burgos · Ronde van Denemarken · Arctic Race of Norway · Ronde van Groot-Brittannië
Belangrijkste eendaagse wedstrijden

Trofeo Laigueglia · GP Lugano · GP Nobili Rubinetterie · Dwars door Vlaanderen · Scheldeprijs · Brabantse Pijl · GP Kanton Aargau · Brussels Cycling Classic · GP Fourmies · Primus Classic Impanis-Van Petegem · Ronde van de Drie Valleien · Milaan-Turijn · Ronde van Piemonte · Ronde van het Münsterland · Ronde van Emilia · Parijs-Tours · GP Bruno Beghelli